# Curée
Pour l’article ayant un titre homophone, voir Curé.
Pour les articles homonymes, voir Curée (homonymie).

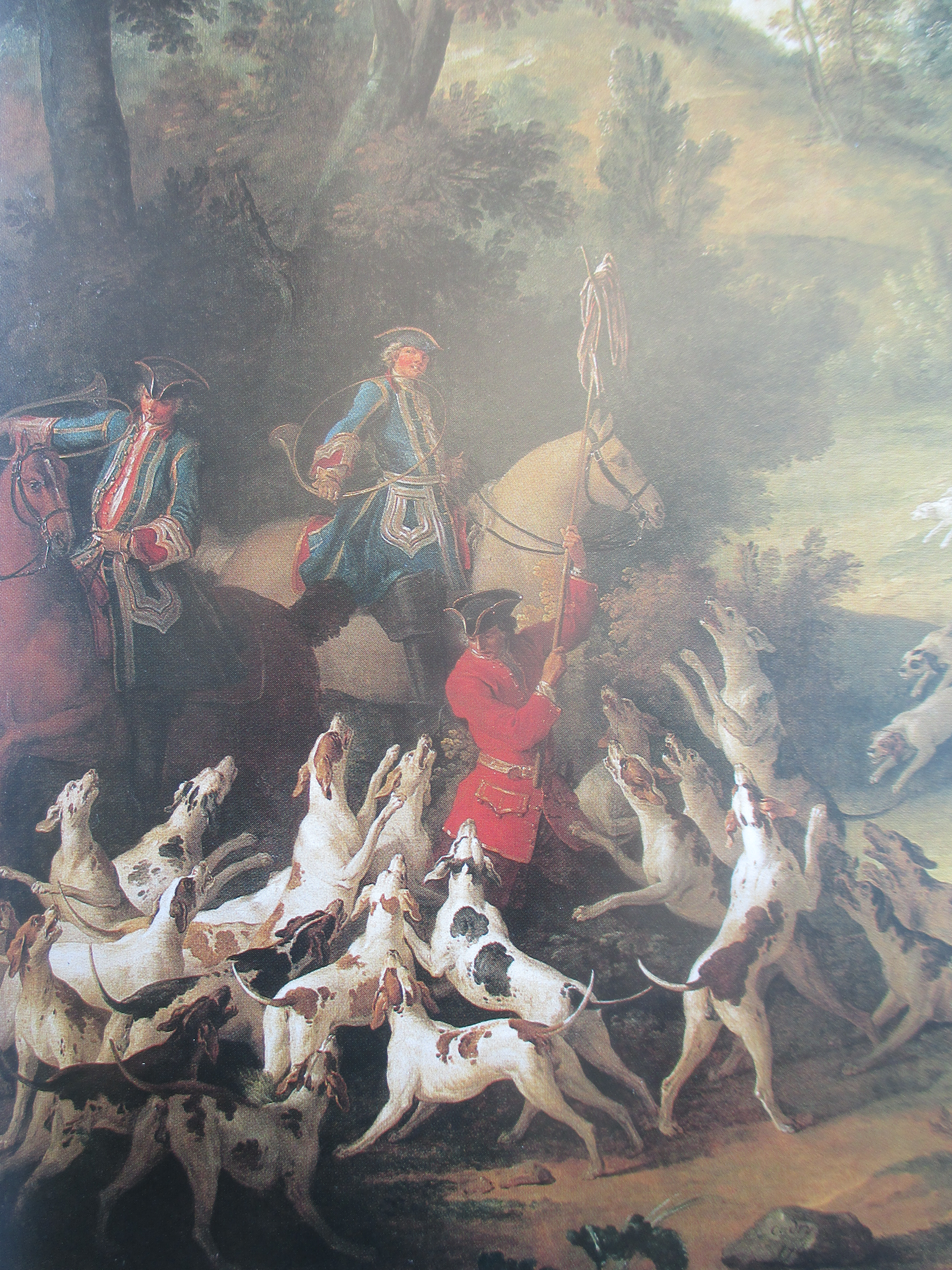
Détail du tableau Le Forhu à la fin de la curée (1746) de Jean-Baptiste Oudry (musée national du château de Fontainebleau.

Curée est un terme de chasse qui désigne l'étape qui suit la mise à mort de l’animal : celui-ci est dépecé et donné en tout ou partie aux chiens pour être dévoré.

## Explication
Cette opération consiste à équarrir l'animal mis à mort au cours de la chasse et à en distribuer les morceaux aux chiens. On dit alors que les chiens « font curée ». Si l’animal est donné en entier il est dit que la meute est « mise en curée ». 
La curée s'accompagne de sonneries de trompe de chasse : on sonne à nouveau les fanfares sonnées au cours de la chasse de manière à en rappeler les épisodes, puis d'autres fanfares dédiées aux veneurs présents.
Le terme de curée désigne aussi, par métonymie, le produit de l'opération de dépeçage : la chair, les os et les entrailles des grands gibiers abattus qui sont distribués aux animaux en récompense lors de cette même cérémonie.
Il existe trois types de curées :
- la curée chaude, réalisée tout de suite sur place sur l'animal encore chaud ;
- la curée froide, réalisée plus tard dans un lieu de rendez-vous ;
- la curée aux flambeaux, réalisée la nuit[2].